# Мшанська сільська рада
Мшанська сільська рада  — колишній орган місцевого самоврядування у Городоцькому районі Львівської області з центром у с. Мшана.

## Загальні відомості
Історична дата утворення: в 1939 році. Водоймища на території, підпорядкованій даній раді: озеро Мшанське.

## Населені пункти
Сільраді були підпорядковані населені пункти:
- с. Мшана

## Склад ради
- Сільський голова: Миндик Віктор Михайлович
- Секретар сільської ради: Рибак Ольга Василівна
- Загальний склад ради: 16 депутатів

### Керівний склад ради
| ПІБ                      | Основні відомості                                                 | Дата обрання | Дата звільнення |
| ------------------------ | ----------------------------------------------------------------- | ------------ | --------------- |
| Виздрик Микола Семенович | Сільський голова, 1956 року народження, освіта, безпартійний      | 26.03.2006   | 31.10.2010      |
| Миндик Віктор Михайлович | Сільський голова, 1969 року народження, освіта вища, безпартійний | 31.10.2010   |                 |

Примітка: таблиця складена за даними джерела

### Депутати
Результати місцевих виборів 2010 року за даними ЦВК
| № зп                                                | № округу             | Прізвище, ім'я, по батькові  | Дата визнання обраним | Відомості про обраного депутата                                                                |
| Партія «Відродження»                                | Партія «Відродження» | Партія «Відродження»         | Партія «Відродження»  | Партія «Відродження»                                                                           |
| --------------------------------------------------- | -------------------- | ---------------------------- | --------------------- | ---------------------------------------------------------------------------------------------- |
| 1                                                   | 16                   | Сабадаш Ігор Ігорович        | 02.11.2010            | Освіта вища, член партії «Відродження», ДТГО «Львівська залізниця», інженер                    |
| Політична партія Всеукраїнське об'єднання «Свобода» |                      |                              |                       |                                                                                                |
| 1                                                   | 3                    | Островський Роман Васильович | 02.11.2010            | Освіта середня, позапартійний, тимчасово не працює                                             |
| 2                                                   | 4                    | Залізний Андрій Ярославович  | 02.11.2010            | Освіта вища, позапартійний, тимчасово не працює                                                |
| 3                                                   | 12                   | Козій Ярослав Петрович       | 02.11.2010            | Освіта вища, позапартійний, приватний підприємець                                              |
| Самовисування                                       |                      |                              |                       |                                                                                                |
| 1                                                   | 1                    | Сліпак Володимир Зеновійович | 02.11.2010            | Освіта середня, позапартійний, ПП «Рубаха», водій                                              |
| 2                                                   | 2                    | Матвіїв Богдан Ігорович      | 02.11.2010            | Освіта вища, позапартійний, Філія № 6324 Городоцького відділення ощадбанку, інженер-програміст |
| 3                                                   | 5                    | Лапан Тарас Ярославович      | 02.11.2010            | Освіта середня, позапартійний, приватний підприємець                                           |
| 4                                                   | 6                    | Рибак Ольга Василівна        | 02.11.2010            | Освіта вища, позапартійна, Мшанська сільська рада, секретар                                    |
| 5                                                   | 7                    | Рудий Володимир Михайлович   | 02.11.2010            | Освіта середня, позапартійний, тимчасово не працює                                             |
| 6                                                   | 8                    | Савка Богдан Ярославович     | 02.11.2010            | Освіта середня, позапартійний, тимчасово не працює                                             |
| 7                                                   | 9                    | Кацьків Ігор Мирославович    | 02.11.2010            | Освіта середня, позапартійний, приватний підприємець                                           |
| 8                                                   | 10                   | Фаралейко Орест Павлович     | 02.11.2010            | Освіта середня, позапартійний, тимчасово не працює                                             |
| 9                                                   | 11                   | Гриців Богдан Михайлович     | 02.11.2010            | Освіта середня, позапартійний, тимчасово не працює                                             |
| 10                                                  | 13                   | Іващук Любов Степанівна      | 02.11.2010            | Освіта вища, позапартійна, Мшанська сільська рада, інженер-землевпорядник                      |
| 11                                                  | 14                   | Комендант Ігор Іванович      | 02.11.2010            | Освіта вища, позапартійний, приватний підприємець                                              |
| 12                                                  | 15                   | Козак Роман Степанович       | 02.11.2010            | Освіта вища, позапартійний, Приватне підприємство"Автосправи", директор                        |